# 白久站
白久站（日语：／ Shiroku eki */?）是位於埼玉縣秩父市荒川白久字原524番8號，秩父鐵道的秩父本線車站。

## 歷史
- 1930年（昭和5年）3月15日 - 車站啟用[1]。

## 車站構造
此站是地面車站，設有1面1線的單式月台。此站是由三峰口站管理的業務委託車站。
車站職員當值時間為平日的星期一、三、五7:50～16:50，和星期六日8:30～17:00，其餘時間沒有職員當值。
在檢票口內設有廁所（多用途廁所和濕廁）。

## 使用狀況
- 在2018年度1日平均乘車人次為59人[2]。在秩父鐵道秩父本線所有車站中1日平均最多人乘車的車站。
- 在1989年2月前，站前曾設有秩父滑冰中心（由秩父鐵道營運），隨後關閉拆毀，變成為空地。

| 年度               | 1日平均 乘車人次 |
| ------------------ | ---------------- |
| 2009年（平成21年） | 88               |
| 2010年（平成22年） | 83               |
| 2011年（平成23年） | 82               |
| 2012年（平成24年） | 81               |
| 2013年（平成25年） | 78               |
| 2014年（平成26年） | 95               |
| 2015年（平成27年） | 74               |
| 2016年（平成28年） | 73               |
| 2017年（平成29年） | 61               |
| 2018年（平成30年） | 59               |

## 車站周邊
- 荒川
  - 平和橋（日语：平和橋 (荒川)）
- 國道140號
- 白久溫泉（日语：白久温泉）
- 月峯營地
- 秩父札所（日语：秩父三十四箇所）30號 法雲寺

## 相鄰車站
秩父鐵道
秩父本線
SL「Paleo Express」、急行「秩父路」
通過
普通
武州日野－白久－三峰口

## 注腳
1. ↑  秩父鉄道秩父本線 路線図 - 鉄道歴史地図（日語）
2. ↑  【掲載】０９、運輸・TRANSPORTATION （页面存档备份，存于）（日語）

## 外部連結
- 車站情報 白久站（秩父鐵道） （页面存档备份，存于）（日語）